# وودبورن-هاید پارک (اوهایو)
وودبورن-هاید پارک (به انگلیسی: Woodbourne-Hyde Park) یک منطقهٔ مسکونی در ایالات متحده آمریکا است که در شهرستان مونتگومری، اوهایو واقع شده‌است. وودبورن-هاید پارک ۱۱٫۹ کیلومتر مربع مساحت و ۷٬۹۱۰ نفر جمعیت دارد.